# The Kite String Tangle
Daniel Matthew Harley (né en 1989 à Brisbane), mieux connu sous le nom de scène The Kite String Tangle, aussi surnommé Danny Harley, est un musicien et producteur australien.

## Biographie
The Kite String Tangle publie Given the Chance en tant que premier single sous ce surnom en 2013, et il est voté dans le Triple J's Hottest 100 de 2013. En août 2014, TKST sort son premier EP, Vessel, qui se classe à la huitième place des ARIA Charts. Lors des ARIA Music Awards de 2014, l'EP est nommé pour le prix ARIA de l'artiste ayant fait une percée. En 2014, TKST se produit au Falls Festival à Marion Bay, Byron Bay et Lorne, ainsi qu'au festival régional Groovin' the Moo. En 2015, il se produit au SxSW, et accompagne Adventure Club à Coachella. Le 14 juillet 2017, The Kite String Tangle publie son premier album éponyme. Il se classe à la 36e place des ARIA Charts.
Le 31 janvier 2020, parallèlement à la sortie de son nouveau single North, Harley annonce que son deuxième album studio, C()D3X, sortirait le 20 mars 2020. Le 6 octobre 2023, The Kite String Tangle sort l'album Lustre.

## Discographie

### Albums studio
- 2017 : The Kite String Tangle (The Kite String Tangle, Warner Music Australia)
- 2020 : C()D3X (The Kite String Tangle, Warner Music Australia)
- 2024 : Lustre

### Mini-albums
- 2017 : The Kite String Tangle Presents: In a Desperate Moment

### EP
- 2014 : Vessel

### Singles notables
- 2013 : Commotion
- 2013 : Given the Chance

## Distinctions

### National Live Music Awards
| Année | Nommé                  | Catégorie                       | Résultat   | Réfs |
| ----- | ---------------------- | ------------------------------- | ---------- | ---- |
| 2018  | The Kite String Tangle | Artiste live (ou DJ) de l'année | Nomination | ,    |

### Queensland Music Awards
| Année | Nommé                                | Catégorie                                  | Résultat | Réfs   |
| ----- | ------------------------------------ | ------------------------------------------ | -------- | ------ |
| 2015  | Arcadia (réalisée par Daniel Harley) | Vidéo de l'année                           | Lauréat  | ,      |
| 2018  | The Prize (feat. Bridgette Amofah)   | Morceau de musique électronique de l'année | Lauréat  | [ 13 ] |
| 2019  | Give it Time (feat. Aalias)          | Morceau de musique électronique de l'année | Lauréat  | [ 14 ] |
| 2020  | P()l4r                               | Morceau de musique électronique de l'année | Lauréat  | [ 15 ] |
| 2020  | P()l4r                               | Vidéo de l'année                           | Lauréat  | [ 15 ] |